# Karel Snoeckx
Karel Snoeckx est un footballeur belge né le 29 octobre 1973 à Tielen.

## Biographie
Karel Snoeckx a débuté à HIH Turnhout SK avant d'être recruté et formé au K Lierse SK. Il débute en équipe première en 1991-1992.
Révélé dans l'entre-jeu de l'équipe de Lierre, il a joué un match avec l'équipe de Belgique le 29 mai 1996, contre l'Italie.
Après être devenu champion de Belgique en 1997 avec Lierse, il rejoint le KSC Lokeren pour deux saisons.
Revenu à Lierse en 1999, il a joué ensuite au KFC Germinal Beerschot à partir de 2004 et remporte la coupe de Belgique en 2005 avec ce club.
De 2006 à 2008, il évolue au KSK Beveren.

## Palmarès
- International belge A en 1996 (1 sélection, 1 cape)
- Champion de Belgique en 1997 avec le K Lierse SK
- Vainqueur de la coupe de Belgique en 2005 avec le KFC Germinal Beerschot